# Агилера, Карлос
Ка́рлос Альбе́рто Агиле́ра Но́ва (исп. Carlos Alberto Aguilera Nova; род. 21 сентября 1964, Монтевидео) — уругвайский футболист, нападающий, игрок национальной сборной Уругвая.

## Биография
Агилера начал играть в «Расинге» из Монтевидео, затем он перешёл в «Насьональ». В 1985 году Агилера уезжает в Колумбию. В 1986 году он переходит в аргентинский клуб «Расинг» из Авельянеды, где он играет со своим соотечественником Рубеном Пасом, который стал идолом клуба. После Агилера уезжает играть в Мексику, в клуб «Текос», но через год возвращается в Уругвай играть за «Пеньяроль», где его замечают итальянские клубы.
В 1989 году Агилера переходит в «Дженоа», опять играя в одной команде с Рубеном Пасом и Хосе Пердомо. Все они пришли в один сезон. Если его соотечественники больше разочаровывали тиффози «Дженоа», то Агилера стал твёрдым игроком основного состава, в первый сезон он сыграл 31 матч, забив 8 голов, во второй — 31 матч и 15 голов, в третий — 31 матч и 10 голов. Он был одним из лучших бомбардиров «Дженоа» всех времён по средней результативности: 0,34 гола за матч. Апофеозом игры Агилеры в «Дженоа» стал матч в Ливерпуле 18 марта 1992 года против одноимённого клуба, в котором «Дженоа» победила, став первой итальянской командой, победившей «Ливерпуль» на её поле, а Агилера забил два гола в той игре.
В 1992 году Агилера был продан «Торино», забив 12 мячей за 31 матч, завоевав Кубок Италии. В следующем сезоне он провёл всего лишь 6 матчей, голов не забивая и уехал обратно в Уругвай, в «Пеньяроль», где спустя пять лет завершил карьеру.
Агилера в Италии также попал в скандал. В 1996 году он был осуждён на два года заключения за пользование услугами проституток и употребление наркотиков. Но Агилера на процесс не явился и не посещал территорию Италии. В 2007 году он был помилован.

## Достижения
- Обладатель Кубка Либертадорес: 1980(с каким клубом???).
- Чемпион Уругвая: 1983, 1994, 1995, 1996, 1997, 1999
- Обладатель Кубка Артигас: 1982, 1988, 1994, 1997
- Обладатель Кубка Италии: 1993
- Обладатель Кубка Америки: 1983